# ビューライナー
ビューライナー(Viewliner)は、アムトラックの主にシカゴ以東の長距離列車で用いられる一階建て客車である。「ビューライナー客車」とも呼ばれる。
製造時期によって「ビューライナーⅠ(Viewliner I)」、「ビューライナーⅡ(Viewliner Ⅱ)」の愛称が付けられており、「ビューライナーⅠ」はアムトラック沿線の都市名の一つ「インディアナポリス」と名付けられた試作食堂車を除いた全車が寝台車で、各車に"View"の語を含んだ愛称がつけられている一方、130両が製造される予定の「ビューライナーⅡ」は食堂車、寝台車、荷物車と職用車の合造車、全室荷物車を含んでいる。
2014年現在、ビューライナーは座席車および軽食堂車のアムフリートとともに、アムトラックの一階建て客車の代表的車輌として運行中である。

## 初期設計

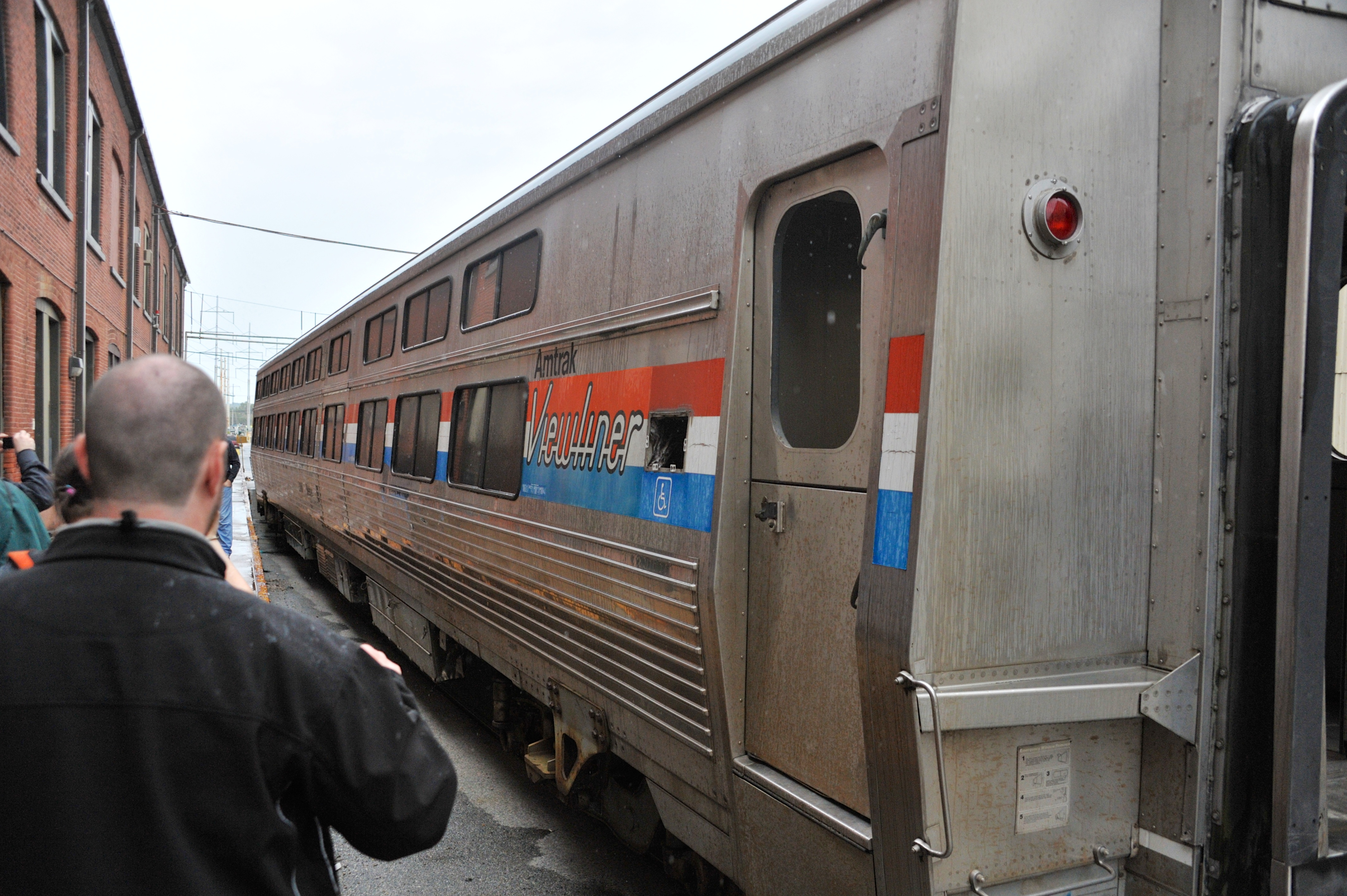
ビューライナー寝台車の試作車。赤、白、青の三色からなるフェーズIII塗装を纏う。（2012年、ウィルミントン工場にて）

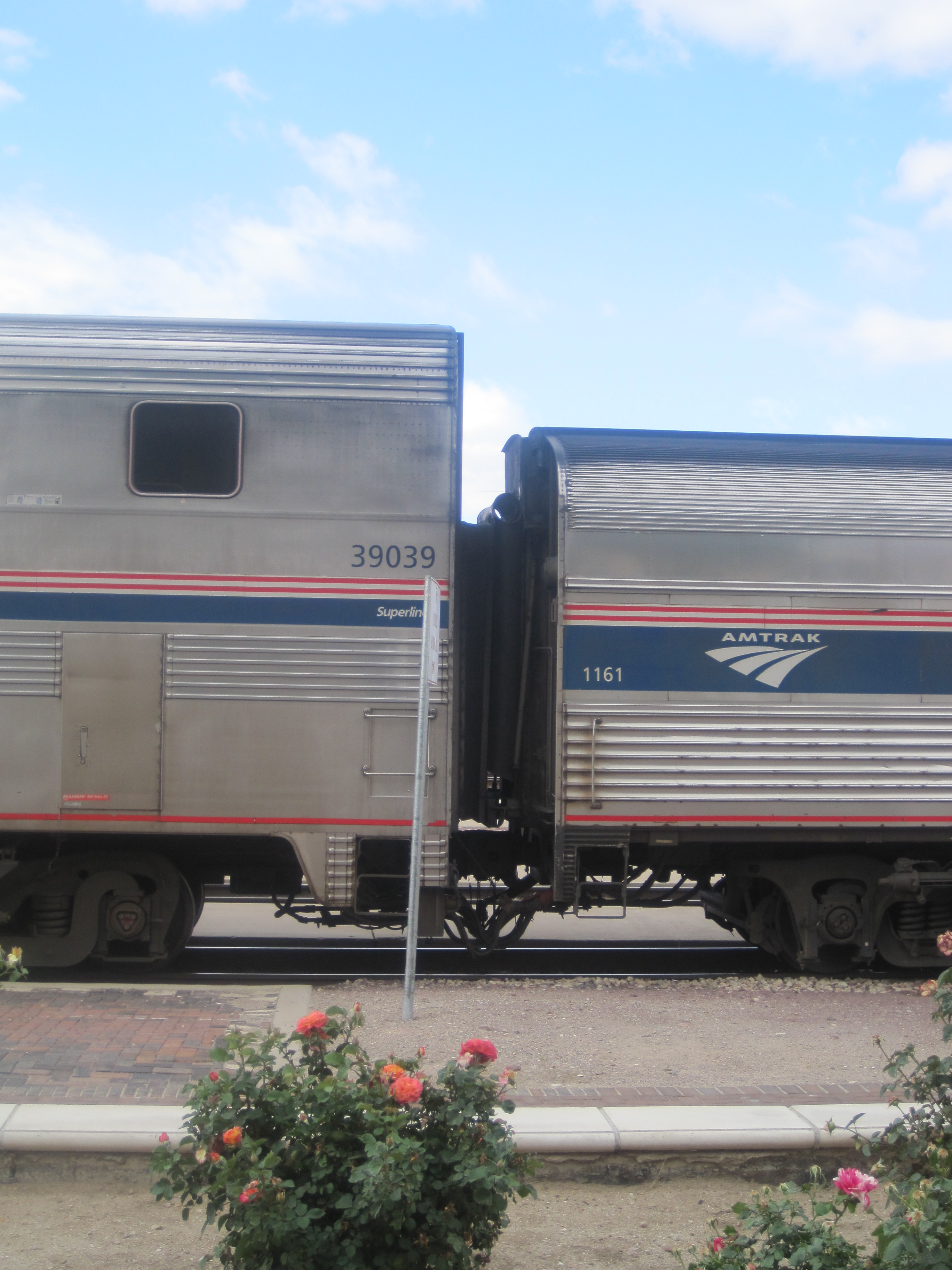
スーパーライナー（左）とヘリテージ客車（右）の高さの違い。ビューライナーの車高は右側のヘリテージ客車と同程度に抑えられている。

1980年代、アムトラックは1940年代より運用されてきた旧式のヘリテージ客車の置き換えを考えていた。
アムトラックでは1979年より新造客車の決定版として2階建てスーパーライナーを増備していたが、この客車は車高が高すぎ、車両限界の関係で米国東部各線のニューヨーク・ペン駅やボルチモア駅に乗り入れることができなかった。
そこで、アムトラックはバッド社との協働で、モジュラー構造を活用した新型の寝台車および食堂車の設計を始めた。これは、ユニットバスのように別個に造った内装設備（電装品、給排水設備）を各車輌に装着するというものである。これにより、メンテナンス性の向上や改装のしやすさといったメリットを実現できた。側面にはこのためのハッチが設けられ、ビューライナー系列の特徴となった。
スーパーライナーとは異なり上段寝台の乗客のための窓が設けられているため、上下段両方の寝台から外の景色(view)を眺められるようになっている。
ビューライナーの導入当初、アムトラックは向こう十年間で1000台超にわたる車輌の組み立てを計画していた。
ビューライナーの試作車は、1987年から1988年にかけ、バッド社供給の部品を元にインディアナ州ビーチグローブ工場で組み立てられた。その内訳は、寝台車2台(2300号車と2301号車)と食堂車一台(8400号車）であった。
これら試作車はシカゴ-ピッツバーグ-ワシントンD.C.を走る夜行列車「キャピトル・リミテッド」で1988年より運用を開始し:133、2002年まで定期列車で用いられた。

### 試作車の改造
2014年3月、62091号車に改番されていた2301号車は「アメリカン・ビュー」と名付けられ検測車となった。このとき10004号車に再改番されている。
この車輌は後ろ向きの座席と大きなガラス窓を備え、乗員が路線を見られるようになっており 、保線要員による線路の検測のほかアムトラックの社長、幹部などの公式使用にも対応している。試作食堂車についても、後述の通り改装の上現役復帰している（運用節参照）。
| 「アメリカン・ビュー」の外観 |  | 車内展望席 |  | 車内テーブル席 |
| 「アメリカン・ビュー」の外観 |  | 車内展望席 |  | 車内テーブル席 |

## 製造

### ビューライナーI

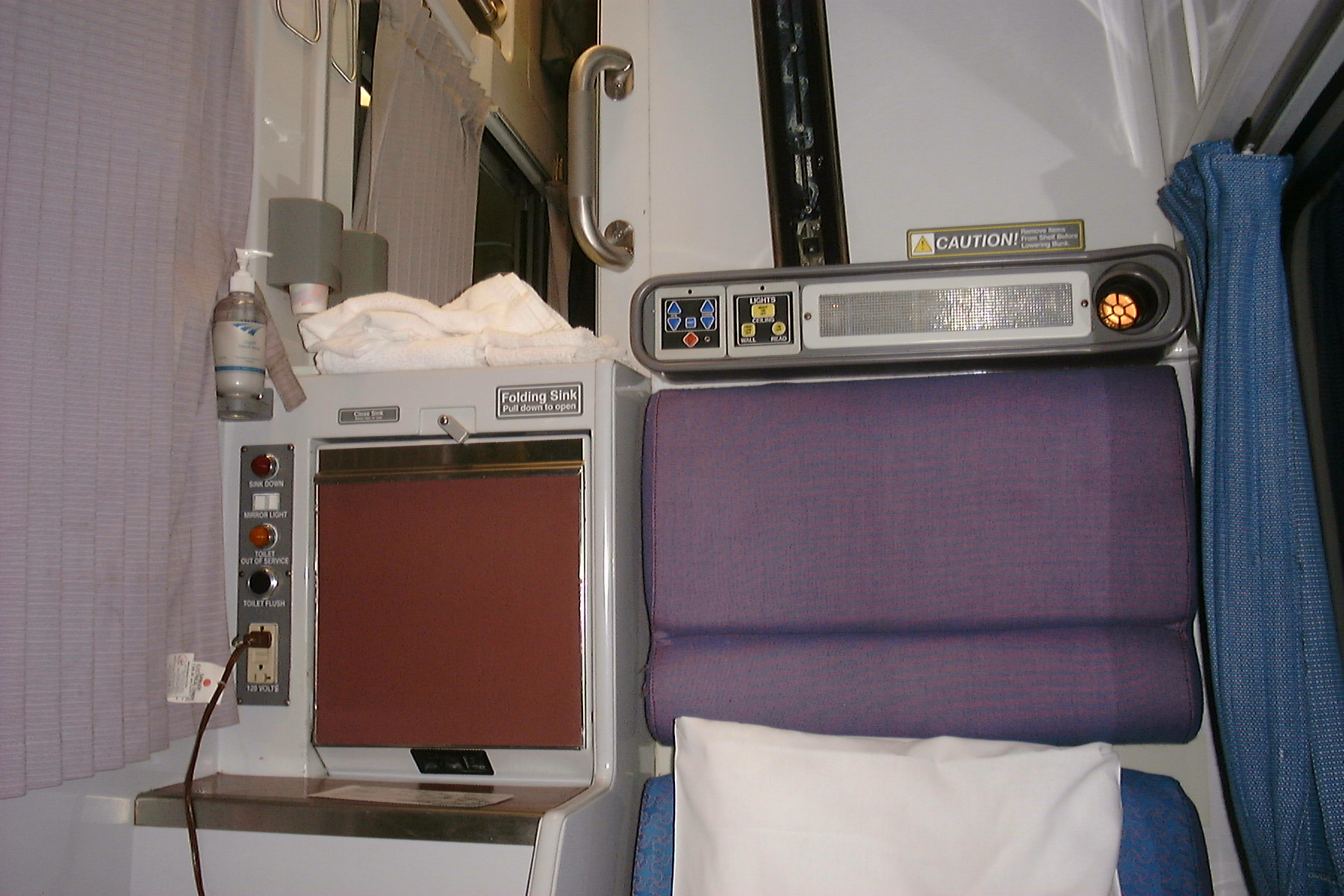
ビューライナーの客室（ルーメットと呼ばれる1-2人用個室）

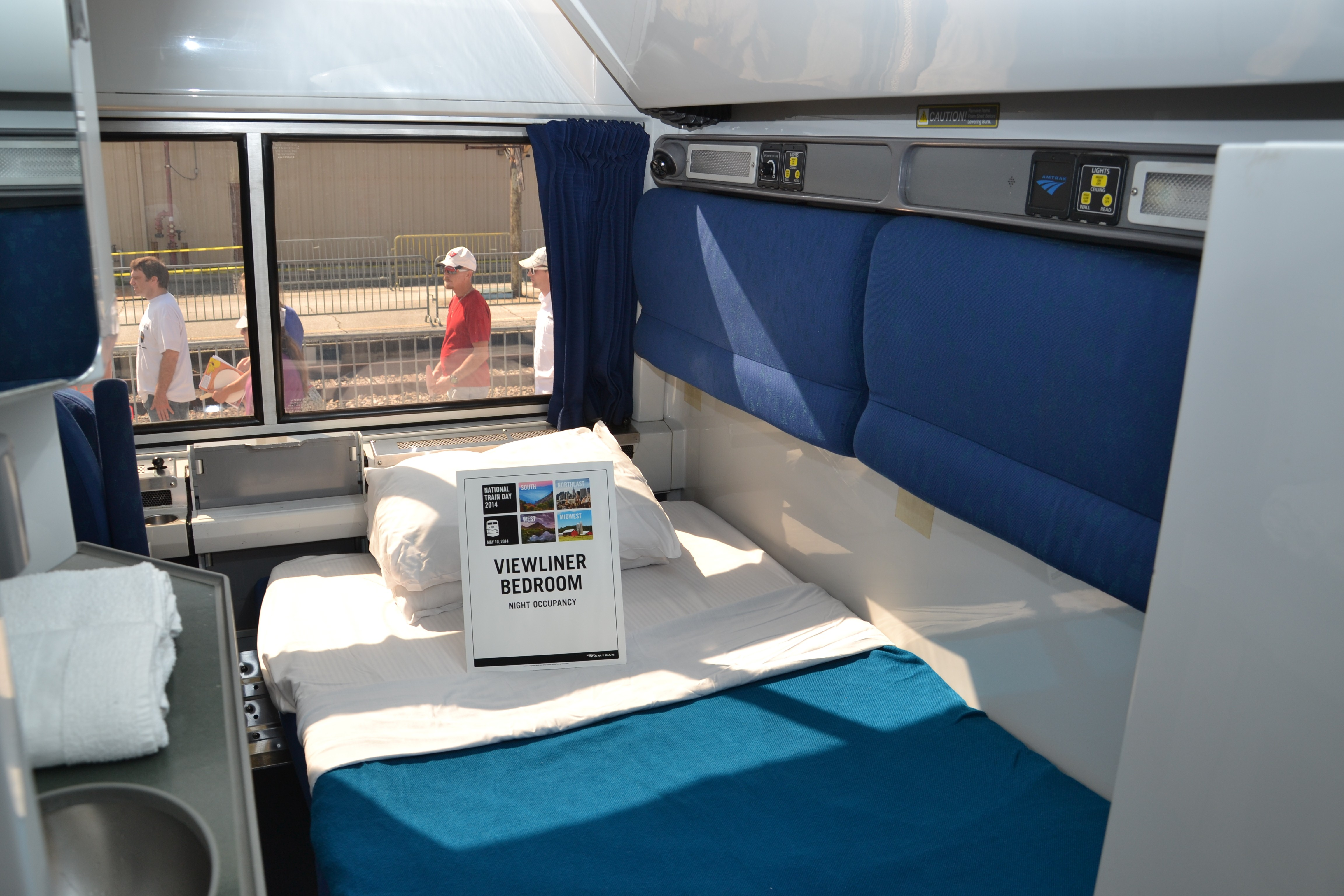
ビューライナーの客室（ベッドルームと呼ばれる1-2人用上等個室）

ビューライナーの最初の量産車は、1995年から1996年にかけてアメレール（現アルストム）/モリソン・クヌーセンにより製造された。
アムトラックの1980年代の原案は、総計500から600台を製造し、うち100台を寝台車、残りを座席車、食堂車、ラウンジカーとするものであった。これが実現されれば残存するヘリテージ客車を一気に置き換え、ビューライナーのみから成る編成を組むことが可能であった。しかし、緊迫財政下のアムトラックはうち50台の寝台車を製造することしか叶わなかった。これはバッド社が鉄道車両製造からの完全撤退を決定する一因ともなった。
ビューライナーの設計はアメレール/モリソン・クヌーセンに渡り、ビューライナーIの製造は1996年に完遂された。このとき、並行してボンバルディアによりスーパーライナーの増備車にあたる「スーパーライナーII」の製造も行われている。
ビューライナーの竣工は、垂れ流し式便所を有する大半のヘリテージ寝台車が退役するのに丁度間に合った。1990年代から2000年代にかけて、ビューライナー寝台車はアムフリート座席車およびヘリテージ食堂車と混結され、東海岸地域の一階建て客車列車として活躍:133-134。2014年現在においても引き続いて運用されている。

### ビューライナーII

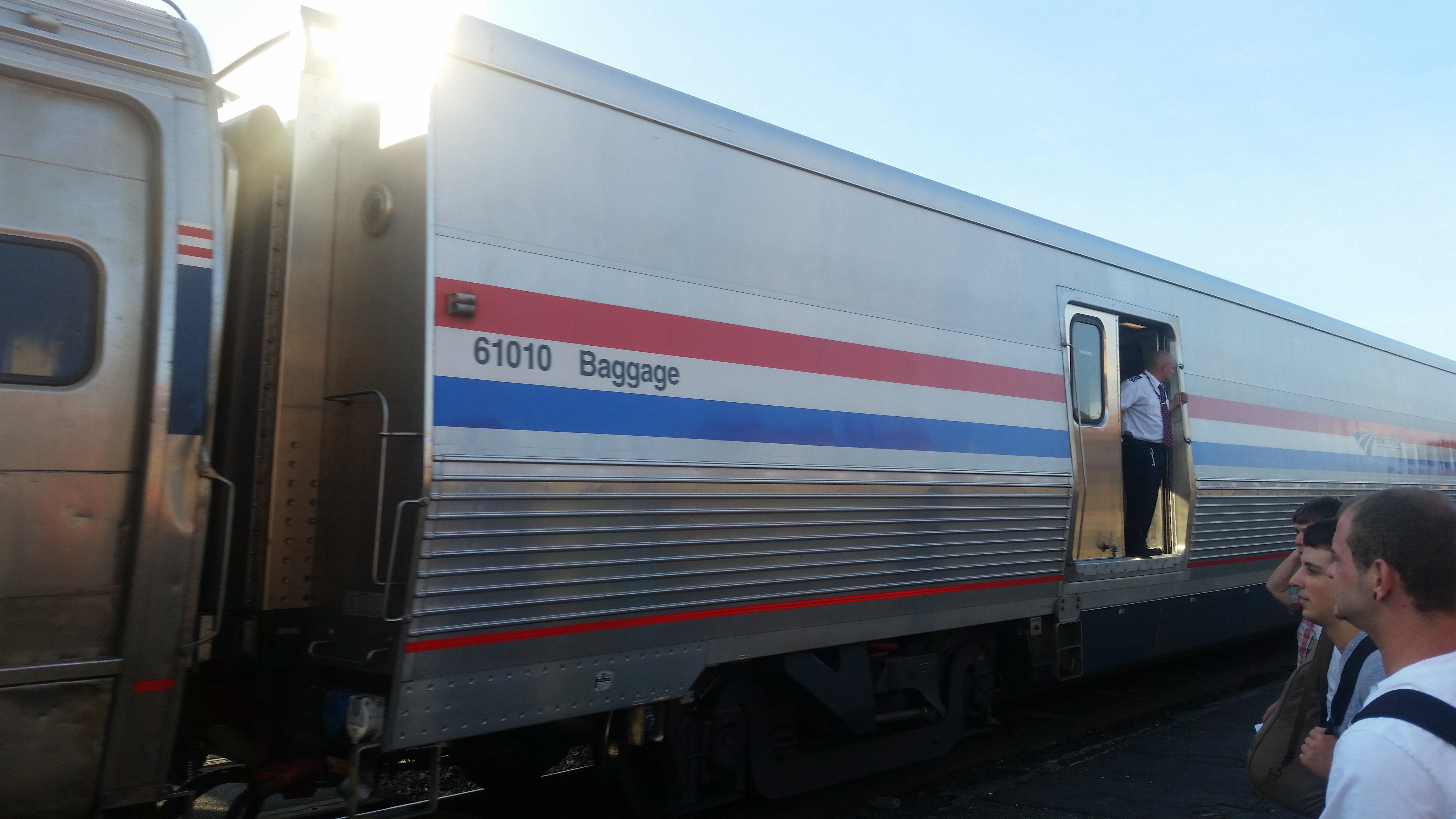
ビューライナーII荷物車
「フェーズIII」(Phase III)と呼ばれる1980年代から1990年代にかけて使われた古い塗装が用いられているのが特徴

ビューライナーIIは、2014年から計130両がCAFにより製造されている。ビューライナーⅠで製造された寝台車や試作車が作られた食堂車に加え、荷物車、荷物車・職用車の合造車が新たに生産されている。
当初は2015年までに全車が完成する計画だったが、実際は2016年末までに荷物車と食堂車1両しか完成しておらず、残りの車両は2017年8月から2018年9月の間に出場する予定に変更されている。

## 運用

米国東海岸の典型的なアムトラック編成（クレセント号による例。前からAEM-7形電気機関車、ヘリテージ荷物車、ビューライナー寝台車、ヘリテージ食堂車、売店付きアムフリート座席車、以下全室座席車のアムフリート）

ビューライナーは前述のニューヨークおよびボルチモアの狭隘トンネルに対応しているため、その運用は米国東部の長距離夜行列車を中心となっている。一方シカゴ以西の区間にはこのような制限がないため、より大型のスーパーライナーが用いられる。ビューライナーの運用区間は北東回廊線を含むが、そこからさらに北、西、南方面へと伸びている。
前述の通りビューライナーIはほぼ寝台車のみであり、アムフリート座席車およびヘリテージ荷物車、食堂車と編成を組んで運転されることが多い。
唯一の試作食堂車である8400号車はアムトラックのビーチグローブ工場において2011年11月に全面的に改装され、シカゴとニューヨークを結ぶレイクショア・リミテッドでの営業運転に充てられている。この車輌の建造・運用で得られた情報は、「ビューライナーII」で増備された食堂車に活用されている。